# Ciriacremum funestum
Ciriacremum funestum är en insektsart som beskrevs av Jennifer L. Hollis 1976. Ciriacremum funestum ingår i släktet Ciriacremum och familjen rundbladloppor.
Artens utbredningsområde är Nigeria. Inga underarter finns listade i Catalogue of Life.